# 해양 생물

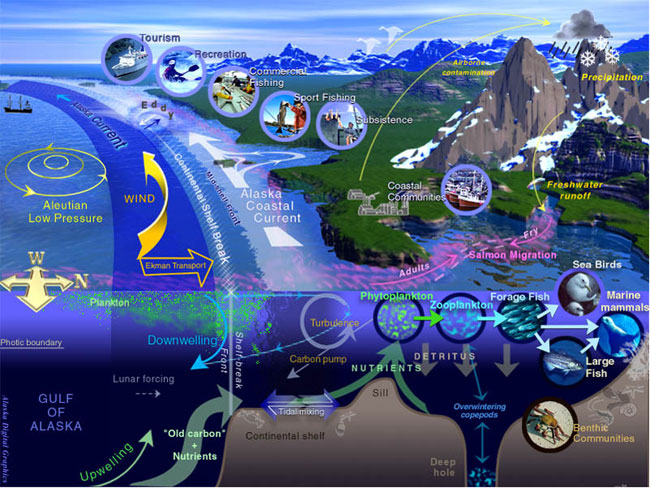

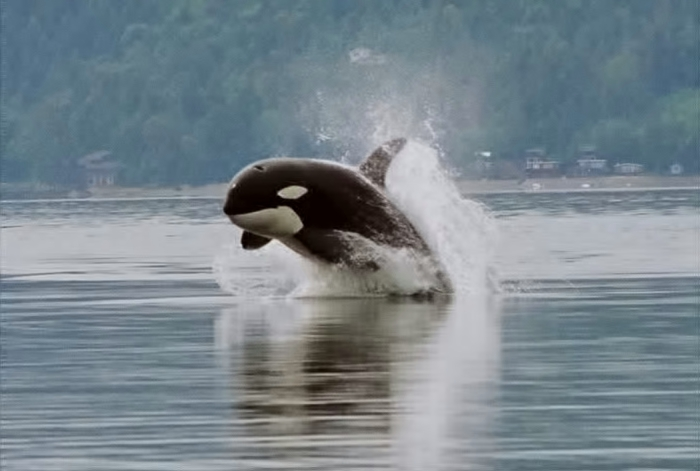

해양 생물(marine life, sea life, ocean life)은 해수 또는 해안 삼각강의 소금물에 서식하는 식물, 동물 및 기타 생명체로 어류, 조류, 패류 등이 있다. 근본적인 차원에서 해양 생물은 우리 행성의 본질을 결정하는데 도움이 된다. 해양 생물은 우리가 호흡하는 많은 산소를 생성한다. 해안선은 부분적으로 해양 생물이 보호하며, 일부 해양 생물은 새로운 토양을 만드는데 도움이 된다. 